# Orthilia kareliniana
Orthilia kareliniana là một loài thực vật có hoa trong họ Thạch nam. Loài này được Holub mô tả khoa học đầu tiên.